# Alterosa (kommun)
Alterosa är en kommun i Brasilien.   Den ligger i delstaten Minas Gerais, i den sydöstra delen av landet, 600 km söder om huvudstaden Brasília. Antalet invånare är 13 714.
Följande samhällen finns i Alterosa:
- Alterosa

Omgivningarna runt Alterosa är huvudsakligen savann. Runt Alterosa är det ganska glesbefolkat, med 42 invånare per kvadratkilometer.